# Fokker E.I

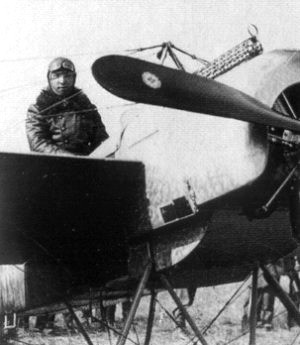
Макс Іммельманн — один з перших асів, за штурвалом Fokker E.I.

Fokker E. I — одномісний розчалочний моноплан, що використовувався як винищувач-розвідник конструкції Фоккера.
Літак був модифікацією літака розвідника «Фоккер» М5К, створеного на основі конструкції аероплана «Моран Солньє» G. Основна відмінність від «Фоккер» М5К — встановлений синхронізований кулемет. Перший політ відбувся в 1915 році.
Fokker E. I був першим літаком, оснащеним синхронізатором — пристроєм, що дозволяє стріляти з встановленого на носі кулемета прямо за курсом без небезпеки пошкодити кулями лопаті. Синхронізатор блокував затвор кулемета в момент проходження лопаті гвинта повз дульного зрізу зброї. Це давало істотну перевагу в бою над всіма іншими тодішніми на той момент винищувачами, у яких кулемети були розташовані менш зручно. Антанта втратила значну кількість літаків через це нововведення. Новий винищувач був небезпечним навіть для французьких збройних літаків. Більшість французьких машин мали конструкцію з штовхальним двигуном, і, навіть маючи на борту кулемет, у них не було можливості захистити задню півсферу. Фоккер мав можливість зайти противнику в хвіст і розстріляти його двигун.
З серпня 1915  до весни 1916 року в небі домінувала німецька авіація. Виникло таке поняття як «Бич Фоккера» — коли дії ВПС Антанти були паралізовані присутністю німецьких винищувачів.

## Технічні характеристики
- Розмах крила, м — 8.53
- Довжина, м — 6.76
- Висота, м — 2.89
- Площа крила, м² — 14.40
- Маса, кг
  - порожнього літака — 357
  - нормальна злітна — 662
- Тип двигуна — 1 ПД Oberursel U. 0
- Потужність, к. с. — 1 х 80
- Максимальна швидкість, км/год — 132
- Крейсерська швидкість, км/год — 118
- Практична дальність, км — 200
- Тривалість польоту, год. хв — 1.30
- Максимальна швидкопідйомність, м/хв — 232
- Практична стеля, м — 3048
- Екіпаж — 1
- Озброєння — один 7.92-мм кулемет LMG 08/15 Spandau